# Chanson non commerciales
Chansons non commerciales, pubblicato anche coi titoli Rendez-Vous met Adamo, Complainte d'un amour mort, Mein name ist Adamo, Sans Tti Mmmie,  è un album discografico del 1963 di Adamo.

## Tracce
Testi e musiche di Salvatore Adamo.
1. J'ai Rate Le Coche
2. Il N'y Avait Que Toi
3. Ma Chambrette
4. C'est Pas Que Tu Sois Bête
5. Ma Tête
6. Le Train Va
7. Nicole Marie
8. Ballade A La Pluie
9. Les Mal Aimes
10. Il N'est Pas Fou